# Oberhausen an der Nahe
Oberhausen an der Nahe est une municipalité allemande située dans le land de Rhénanie-Palatinat et l'arrondissement de Bad Kreuznach.

## Personnalités
- Katharina Staab est élue reine du vin d'Allemagne en 2017-2018.

## Petite gallerie

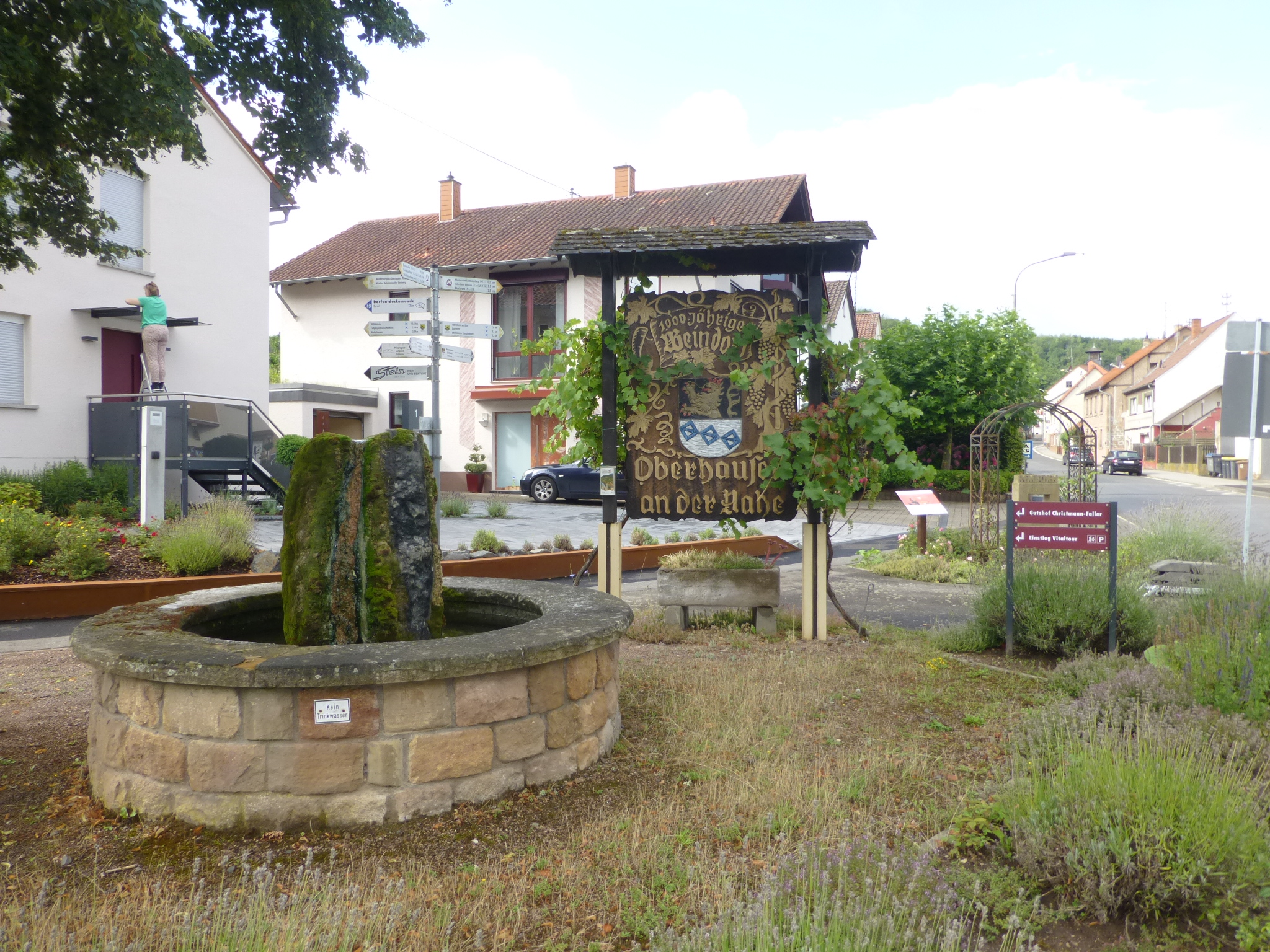
Panneau d'accueil en 2025.
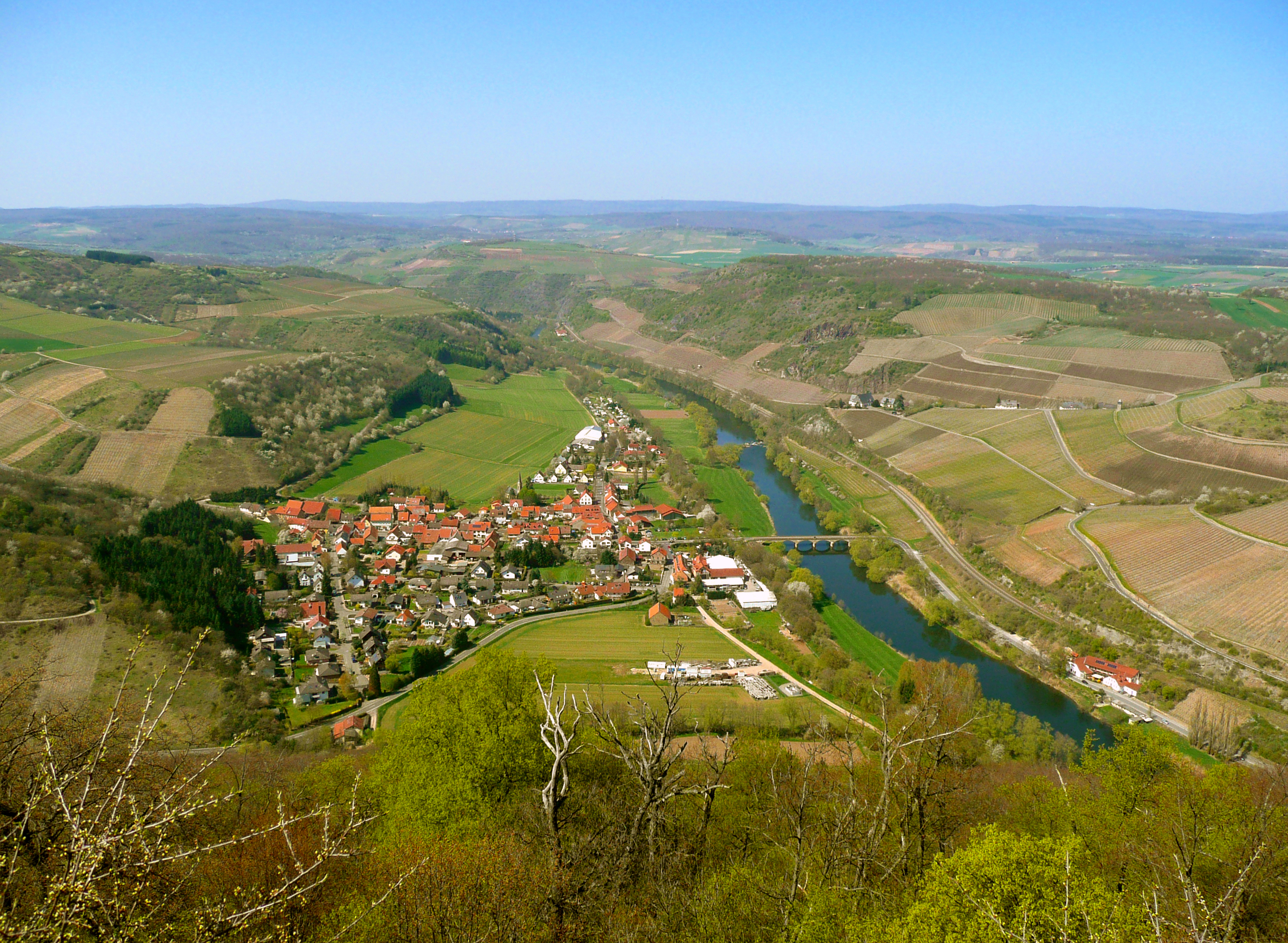
Oberhausen - le pont sur la Nahe - vignoble Brücke vus depuis le Lemberg à 422 m.
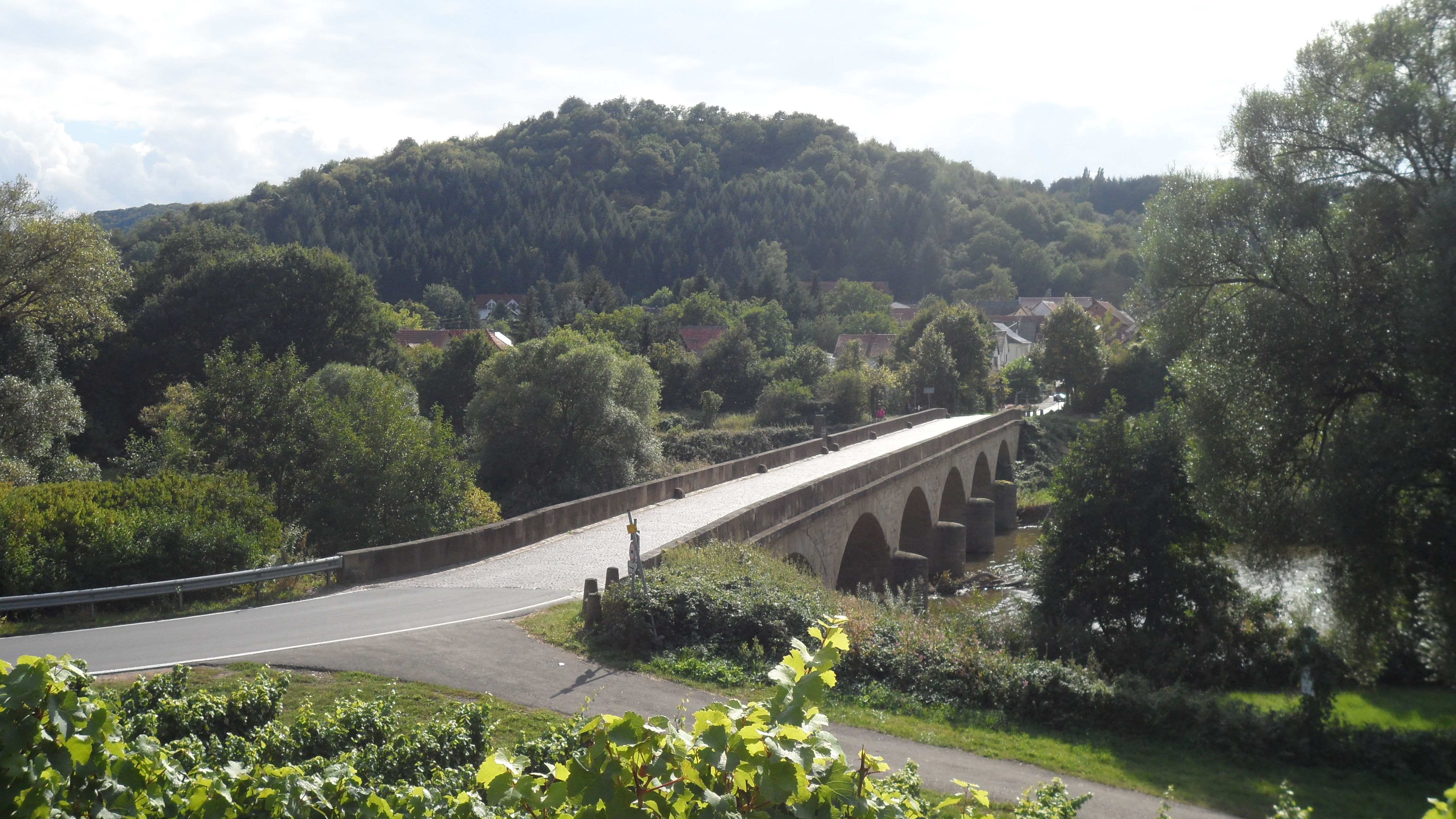
Le pont Luitpold sur la Nahe ouvert en 1889.
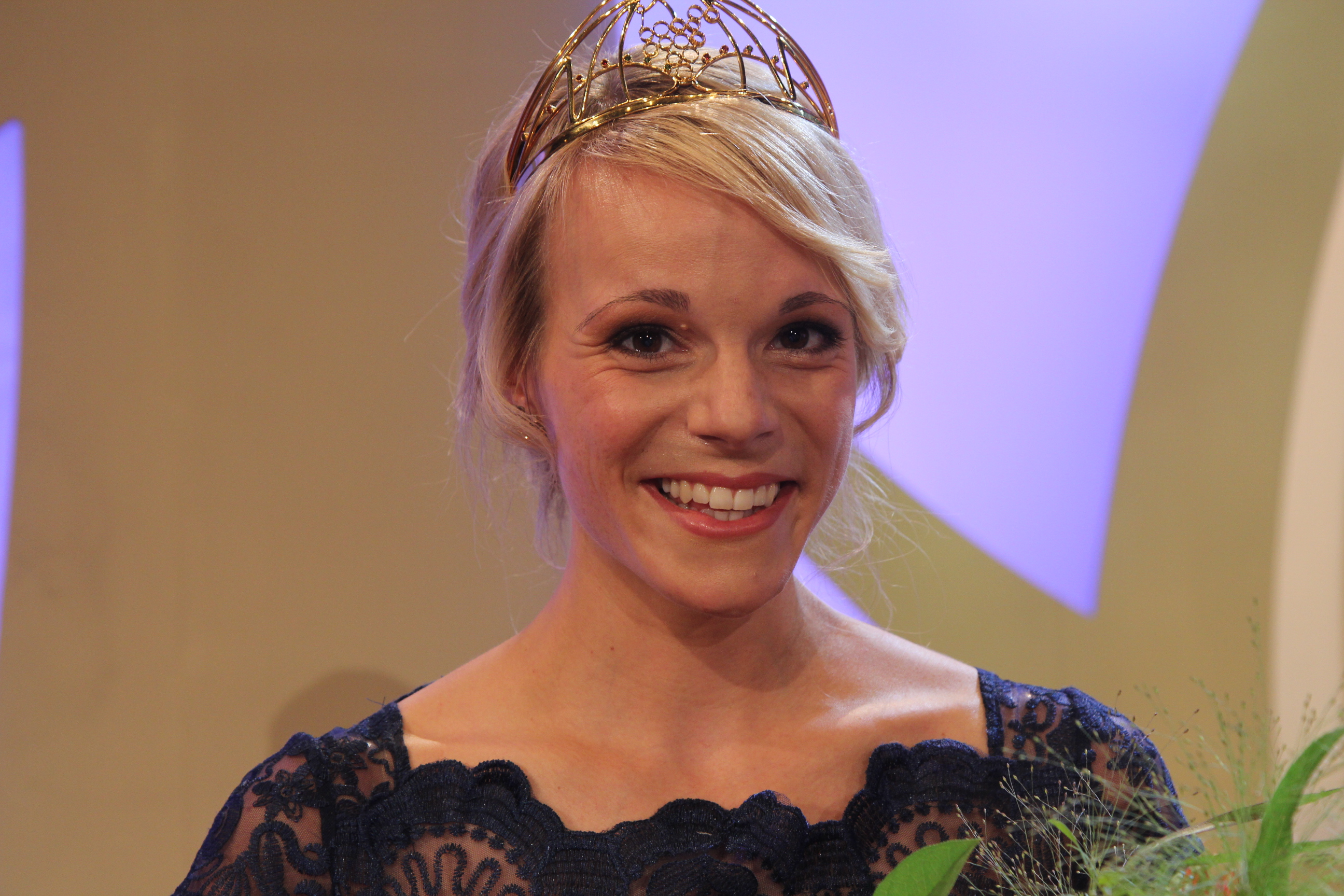
Reine du vin 2017/18 : Katharina Staab